# Rana amamiensis
Rana amamiensis é uma espécie de anfíbio anuro pertencente ao género Rana. Endêmica do Japão.